# Trunkelsberg

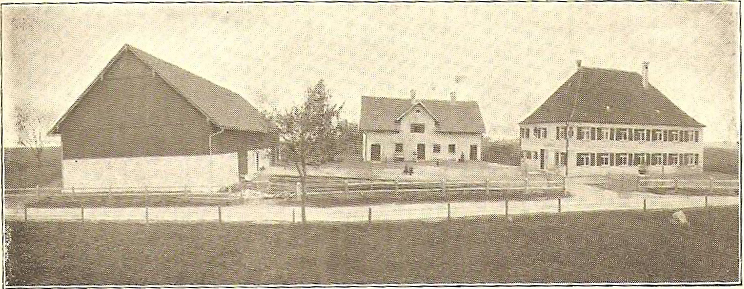
Der Geishof in Trunkelsberg Anfang des 20. Jahrhunderts

Trunkelsberg ist eine Gemeinde im schwäbischen Landkreis Unterallgäu. Die Gemeinde ist Mitglied der Verwaltungsgemeinschaft Memmingerberg.

## Geografie
Trunkelsberg liegt direkt an der Stadtgrenze von Memmingen in der Region Donau-Iller in Oberschwaben.
Das Gemeindegebiet besteht nur aus der Gemarkung Trunkelsberg. Es gibt zwei Gemeindeteile (in Klammern ist der Siedlungstyp angegeben):
- Geishof (Einöde)
- Trunkelsberg (Dorf)

## Geschichte

### Bis zur Gemeindegründung
Trunkelsberg hat wahrscheinlich neben Amendingen und Ungerhausen zur Gründungsausstattung des Klosters Ottobeuren Ende des 8., Anfang des 9. Jahrhunderts gehört. Im Jahre 972 beanspruchte Otto I. diese drei Ortschaften wieder als königlichen Besitz. Im Laufe der Zeit ist Trunkelsberg in den Besitz der Herrschaft Eisenburg übergegangen. Im Jahre 1455 verkaufte Heinrich VI. von Eisenburg einen Teil der Herrschaft, darunter auch Trunkelsberg, an die Memminger Patrizierfamilie Sättelin.
Der Ort blieb bis 1645 im Besitz der Familie und muss dann wohl in den Besitz der Wachter, Salzhändler aus Memmingen, übergegangen sein, die 1647 das Schloss bauen ließen. Dann war Trunkelsberg lange im Besitz der Familie Neubronner von und zu Eisenburg auf Trunkelsberg, bis 1718, wobei die hohe und niedere Gerichtsbarkeit bis 1729 bei der Familie verblieben war. 1729 ging das Schloss Trunkelsberg mit zwei Bauernhöfen, zwei Sölden und der Gerichtsbarkeit in den Besitz von Elias Christoph Heuß über. Den Adelstitel erwarben die Heuß im Jahre 1738. Seit dieser Zeit ist das Schloss im Besitz der Herrschaft von Heuß-Blößt geblieben. Der Ort Trunkelsberg kam mit der Rheinbundakte 1806 zum Königreich Bayern. Im Jahr 1818 entstand die politische Gemeinde.

### Religionen
In Trunkelsberg gibt es die römisch-katholische St.-Stanislaus-Kostka-Kirche, eine Filiale der römisch-katholischen Pfarrgemeinde St. Ulrich in Amendingen. Das Dorf hat keinen eigenen Pfarrer.
Die evangelischen Einwohner der Gemeinde gehören zur Evangelisch-lutherischen Kirchengemeinde in Memmingerberg. Regelmäßig finden in der katholischen Dorfkirche auch evangelische Gottesdienste statt.

### Einwohnerentwicklung
| Jahr      | 1961 | 1970 | 1987 | 1991 | 1995 | 2000 | 2005 | 2010 | 2015 |
| Einwohner | 753  | 911  | 1400 | 1562 | 1671 | 1792 | 1784 | 1760 | 1683 |

Trunkelsberg ist die am dichtesten besiedelte Gemeinde im Landkreis Unterallgäu. Zwischen 1988 und 2018 wuchs die Gemeinde von 1454 auf 1698 um 244 Einwohner bzw. um 16,8 %.

## Politik

### Gemeinderat
Die Kommunalwahl am 16. März 2014 führte zu folgender Sitzverteilung:
- Grüne: 5 Sitze
- Wählervereinigung Einigkeit: 7 Sitze

Bei der Kommunalwahl am 15. März 2020 hat sich das Sitzverhältnis umgekehrt:
- Grüne: 7 Sitze (Stimmenanteil 55,6 %)
- Wählervereinigung Einigkeit: 5 Sitze (Stimmenanteil 44,4 %)

### Bürgermeister
Erster Bürgermeister ist seit Mai 2014 Roman Albrecht (* 1958) (Grüne). Bei der Kommunalwahl 2020 wurde er mit 80,1 % der gültigen Stimmen im Amt bestätigt.

### Wappen
| | Blasonierung: „Gespalten von Silber und Rot; vorne ein roter Sattel, hinten eine goldene Säule mit Kreuz und Fundament.“ |
| Wappenbegründung: Bestimmend für die frühere Ortsgeschichte war die heute erloschene Memminger Patrizierfamilie Sättelin, die von der Mitte des 15. Jahrhunderts an bis 1645 im Besitz des Ortes war und das „redende“ Wappen eines Sattels führte. Darauf nimmt die vordere Hälfte des Gemeindewappens Bezug. Wegen ihrer rechts- und kunstgeschichtlichen Bedeutung wird die in der Flur westlich des Ortes stehende sogenannte Friedsaul, die einst die Hochgerichtsbarkeitsgrenze der Reichsstadt Memmingen markierte, im Wappen bildhaft wiedergegeben. Der Entwurf stammt vom Stiftsarchivar und Kreisheimatpfleger P. Aegidius Kolb und die Gestaltung des Wappens übernahm der Kronacher Karl Haas. Das Wappen wurde am 3. April 1975 durch Bescheid der Regierung von Schwaben genehmigt. | |

## Kultur und Sehenswürdigkeiten
Sehenswürdigkeiten sind in Trunkelsberg die katholische Kirche St. Stanislaus Kostka, das ehemalige Schloss Trunkelsberg und die ehemaligen Arbeiterhäuser der Künersberger Manufactur. Für Veranstaltungen steht die Unterallgäuhalle am östlichen Ortseingang zur Verfügung.

## Wirtschaft und Infrastruktur

### Wirtschaft

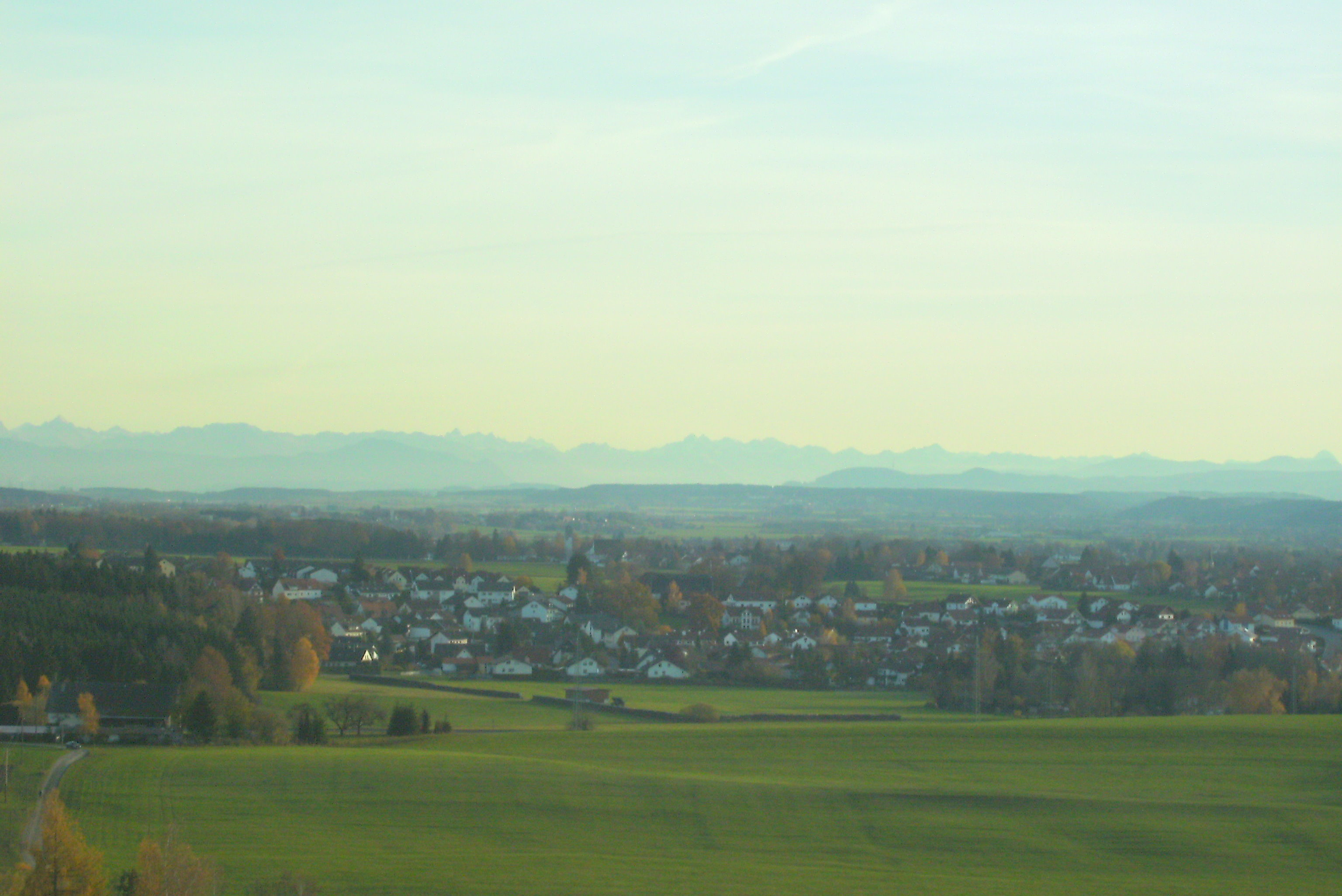
Trunkelsberg

Es gab 2017 nach der amtlichen Statistik im produzierenden Gewerbe 11 und im Bereich Handel und Verkehr keine sozialversicherungspflichtig Beschäftigten am Arbeitsort. In sonstigen Wirtschaftsbereichen waren am Arbeitsort keine Personen sozialversicherungspflichtig beschäftigt. Sozialversicherungspflichtig Beschäftigte am Wohnort gab es insgesamt 671. Im verarbeitenden Gewerbe und im Bauhauptgewerbe gab es keine Betriebe. Zudem bestanden im Jahr 2016 fünf landwirtschaftliche Betriebe mit einer landwirtschaftlich genutzten Fläche von 67 ha, davon waren 40 ha Ackerfläche und 28 ha Dauergrünfläche.

### Bildung
Es gibt einen Kindergarten mit 65 Kindergartenplätzen, den 61 Kinder besuchten (Stand 2018).
Außerdem besteht eine kleine Grundschule mit einer ersten und zweiten Klasse, die sich im Gemeindegebäude befindet.

## Persönlichkeiten
- Otto Dopfer (* 1965), Physiker, wuchs in Trunkelsberg auf